# 东亚三国的近现代史

簡體中文版封面

《東亞三國的近現代史》是一本由中華人民共和國、日本國、大韓民國的學者和教師共同編寫的中、日、韓近代史教科書，以抗衡日本右翼團體所編寫的具爭議性的歷史教科書（參看「日本歷史教科書問題」）。
此書主要篇幅講述自1840年起，帝國主義國家侵略亞洲的通史；直至第二次世界大戰後，三國建立外交關係的經過與發展。以中文版計，總字數約30萬字。此書的特點是不側重於某國立場，以三國學者討論後所得出的共識作為教科書所載的內容。
參考過1956年至1976年西德與波蘭民間共同撰寫歷史教科書的經驗，三國學者設立了一個「共同編寫委員會」，並於三國國內分別設立了「共同歷史讀本編寫委員會」（中）、「中日韓三國歷史教材編寫委員會」（日）和「共同歷史教材開發委員會」（韓），以溝通寫作工作。參與編寫的三國學者當中，來自中國的有17人，來自日本的有13人，來自韓國的有23人。此書由2002年開始撰寫，經過三年的編寫過程，在2005年5月26日發行。

## 批評
雖然本書主要集中記述二戰結束以前的日本在中國與朝鮮的戰爭，但對於韓戰等冷戰時期的描寫立場卻由於各國看法不同而大相徑庭。例如，在本書日文版中，記述朝鮮戰爭為「朝鮮人民軍為了解放半島南部而南下」（日文版p.188），而韓文版則寫為「北韓人民軍以武力統一為目標而南侵」（韓文版p.214）。南韓的東北亞歷史財團在報告中指出，這是由於日文版不經批判就使用了北韓方面的主張。另外，每日新聞駐韓國記者下川正晴指出，日文版和韓文版教材裡並未提到中國現代史上重要的人民解放軍入侵西藏、大躍進、文化大革命、中越戰爭、六四天安門事件等內容。

## 出版
- 正體中文版由三聯書店 (香港)出版（ISBN 962-04-2496-4），於2005年7月發行
- 簡體中文版由社會科學文獻出版社出版（ISBN 7-80190-646-2），第一版於2005年6月發行，修訂版於2006年5月發行
- 日語版由高文研出版（ISBN 4-87498-341-3）
- 日語版第二版（ISBN 4-87498-369-3），於2006年7月10日發行
- 朝鮮語版第一版，由Hani Book（한겨레출판）出版（ISBN 89-8431-154-5），於2005年5月25日發行
- 朝鮮語版第二版，由Hani Book出版（ISBN 978-89-8431-211-1、ISBN 978-89-8431-212-8），於2007年2月1日發行

## 附註
1. ↑  中文版以《東亞三國的近現代史》為書名；日語版以《未来をひらく歴史》（開創未來的歷史）為書名，加上「東アジア3国の近現代史」（東亞三國的近現代史）為副題；朝鮮語版以《미래를 여는 역사》（開創未來的歷史）為書名。
2. ↑  일본의 역사교과서 왜곡과 우리의 대응, ’07.8.4 동북아역사재단 전략보고.
3. ↑  下川正晴. . 毎日新聞. 2005-07-26. （原始内容存档于2006-12-09）.
4. ↑  下川正晴. . 毎日新聞. 2005-07-29. （原始内容存档于2005-12-23）.

## 外部連結

### 出版社網站
- 高文研：

### 其他
- 中日韓關係的回顧與展望——從《東亞三國的近現代史》說起[永久]－香港浸會大學歷史系主任周佳榮

### 報導
- 新華網——中日韓合編教科書確認南京大屠殺（页面存档备份，存于）
- 21世纪经济报道—— 東亞三國的近現代史發行狀況凸現三國不同現實（页面存档备份，存于）
- 新華網——中日韓學者共編東亞近代史對抗日本右翼教科書（页面存档备份，存于）
- 新華網——合編教科書：中日韓都很暢銷 Archive.today的存檔，存档日期2013-04-28
- 新華網——三國學者編撰歷史讀本幕後：我們爭吵出同一個夢（页面存档备份，存于）